# رفيق السباعي
رفيق السباعي عالم إسلامي سوري وهو جد نوال السباعي. تخرج كطبيب ولكن لم يمارس الطب ليلتحق بمحدث الشام بدر الدين الحسني في دار الحديث الملحقة بالجامع الأموي، وتفرغ لطلب العلم الشرعي وتدريسه طيلة سنوات عمره التي امتدت إلى مافوق التسعين عاما، وقد توفي عام 1984م في دمشق.

## حياته
السباعي محمد رفيق بن محمد عبد الفتاح السباعي هو عالم مرشد ولد بحمص لأسرة أصولها البعيدة تعود إلى المغرب الأقصى وتعرف بتسمية آل سباعي الأدارسة، هاجر جدهم إلى مصر ثم إلى حمص فإستقرا بها منذ أكثر من ألف سنة، فهي أقدم أسرة فيها. وتعلم على يد والده العالم الجليل، والشيخ سليمان مسدية، وعبد الغفار عيون السود. وأخد الطريقة النقشبندية على الشيخ سليم خلف. وفي حماة أخذ على علمائها محمد سليم مراد، ومحمود محامد، ونال البكالوريا، وإلتحق بمعهد الطب في دمشق، فحصل على شهادة الطب البشري، ولصلته بالمحدث الكبير بدر الدين الحسني وحبه إياه وإنقطاعه إليه تفرّغ للعلم الشرعي، فترك الطب والجامعة، وصحبه حتى صار من المقربين إليه، ومكث في دار الحديث حتى صار مديرا لمدرسة دار الحديث بعد شيخه ومدرّس أكثر المواد.وكان منكبا على الكتب والمطالعة، له مطالعات مع كثير من علماء دمشق في البيوت، وكان شجاعا جريئا في الحق، يقول الحق ولو على نفسه، زاهدا، متعبّدا، يعظم الأوراق التي كتب عليها اسم الله تعالى أو اسم نبيه صلوات الله عليه وسلامه، فيجمعها بنفسه من الطرقات. وكان كثير التصدّق، بكّاء، كثير القيام والصيام والمناجاة وتلاوة القرآن، لا ينام الثلث الأخير من الليل أبدا. 